# 和歌山ウェイブスの選手一覧
和歌山ウェイブスの選手一覧（わかやまウェイブスのせんしゅいちらん）とは、関西独立リーグ (2代目)（さわかみ関西独立リーグ、旧・BASEBALL FIRST LEAGUE（ベースボール・ファースト・リーグ））の和歌山ウェイブス（旧・和歌山ファイティングバーズ）に所属している選手、およびかつて所属した主な選手の一覧である。

## 選手・スタッフ
※備考欄の「移籍」はリーグから公示されたもの。
それ以外のリーグ内他球団前年所属者は「前年は××に所属」と記載。

### 監督・コーチ
| 名前   | 背番号 | 役職   | 備考 |
| ------ | ------ | ------ | ---- |
| 西村憲 | 86     | 監督   |      |
| 藤原楓 | 71     | コーチ |      |
| 松本聡 | 73     | コーチ |      |

### 投手
| 名前       | 背番号 | 投打 | 備考                                              |
| ---------- | ------ | ---- | ------------------------------------------------- |
| 宮下武虎   | 11     | 右右 |                                                   |
| 仲座葵     | 14     | 右右 | 2025年度新入団                                    |
| 石井隆太郎 | 15     | 右右 | 2025年度新入団                                    |
| 小﨑雅斗   | 18     | 右右 |                                                   |
| 後藤龍     | 19     | 右右 | 2025年度新入団                                    |
| 寺戸大凱   | 20     | 左左 | 2025年度新入団                                    |
| 小山大和   | 21     | 右右 | 9月3日までNLB石川ミリオンスターズよりレンタル移籍 |
| 平野仁志   | 26     | 右右 | 副キャプテン                                      |
| 豊嶋一徳   | 35     | 右右 | 2025年度新入団                                    |

### 捕手
| 名前     | 背番号 | 投打 | 備考                       |
| -------- | ------ | ---- | -------------------------- |
| 森悠介   | 3      | 右右 |                            |
| 馬場尚輝 | 27     | 右右 | 副キャプテン 登録名「B,B」 |

### 内野手
| 名前       | 背番号 | 投打 | 備考            |
| ---------- | ------ | ---- | --------------- |
| 高橋舜平   | 0      | 右右 |                 |
| 堅木大輔   | 1      | 右右 | キャプテン      |
| 橘貫太     | 2      | 右右 | 背番号4から変更 |
| 池田慎太郎 | 10     | 右右 | 2025年度新入団  |
| 伊藤里優   | 25     | 右右 | 2025年度新入団  |
| 保田涉太   | 34     | 右両 | 2025年度新入団  |

### 外野手
| 名前     | 背番号 | 投打 | 備考           |
| -------- | ------ | ---- | -------------- |
| 日沼航一 | 7      | 右右 |                |
| 曽雌倭   | 22     | 右右 | 2025年度新入団 |
| 森下尋水 | 23     | 右右 | 2025年度新入団 |
| 檜谷積   | 31     | 右右 | 2025年度新入団 |
| 鎌田晴凪 | 46     | 右左 | 2025年度新入団 |
| 杉川海   | 56     | 右右 | 2025年度新入団 |

## 歴代監督
- 山崎章弘（2017 - 2018）
- 川原昭二 (2019 - 2023)

## 過去に所属した主な選手
- 生島大輔 - 首位打者（2021年）、最多安打（2021年）、MVP（2021年）、ベストナイン（2023年）、コーチ兼任。2024年に淡路島ウォリアーズ監督
- 岡田海 - 最多奪三振 (2020年)
- 甘露寺仁房
- 金城力樹 - 最多セーブ (2017年)、最多奪三振 (2018年)
- 楠本陣 - 最優秀防御率 (2018年)、最多奪三振 (2019年)
- 二角太陽 - 最多盗塁 (2019年)
- 西垣彰太 - 最多勝利（2021年・2023年）、最多奪三振（2021年 - 2023年）、ベストナイン（2023年）、MVP（2023年）
- 服部健太 - 最多セーブ (2018年)
- 深谷力 - 最多打点（2021年・2023年）、ベストナイン（2022年・2023年）、現：くふうハヤテベンチャーズ静岡
- 藤田紫曜 - 最多盗塁 (2020年)